# Dieffenbachia wendlandii
Dieffenbachia wendlandii är en kallaväxtart som beskrevs av Heinrich Wilhelm Schott. Dieffenbachia wendlandii ingår i släktet prickbladssläktet, och familjen kallaväxter. Inga underarter finns listade.